# House of Night 01. Gezeichnet
House of Night 01. Gezeichnet (engl. Originaltitel: Marked) ist ein Roman von P. C. Cast und ihrer Tochter Kristin Cast. Er erschien 2007 im Verlag St. Martin’s Griffin und ist der erste Band der House-of-Night-Dodekalogie um die Jungvampyrin Zoey Redbird. Die deutsche Übersetzung stammt von Christine Blum und erschien 2009 im Fischer FJB Verlag.
Die Bücher der Vampyrsaga wurden allein in Nordamerika über sieben Millionen Mal verkauft. Der erste Band war 88 Wochen lang auf der Bestsellerliste der New York Times, die deutsche Ausgabe mit dem Titel Gezeichnet stand im Januar und Februar 2010 drei Wochen lang auf dem Platz 1 der Bestsellerliste des Spiegels.

## Inhalt

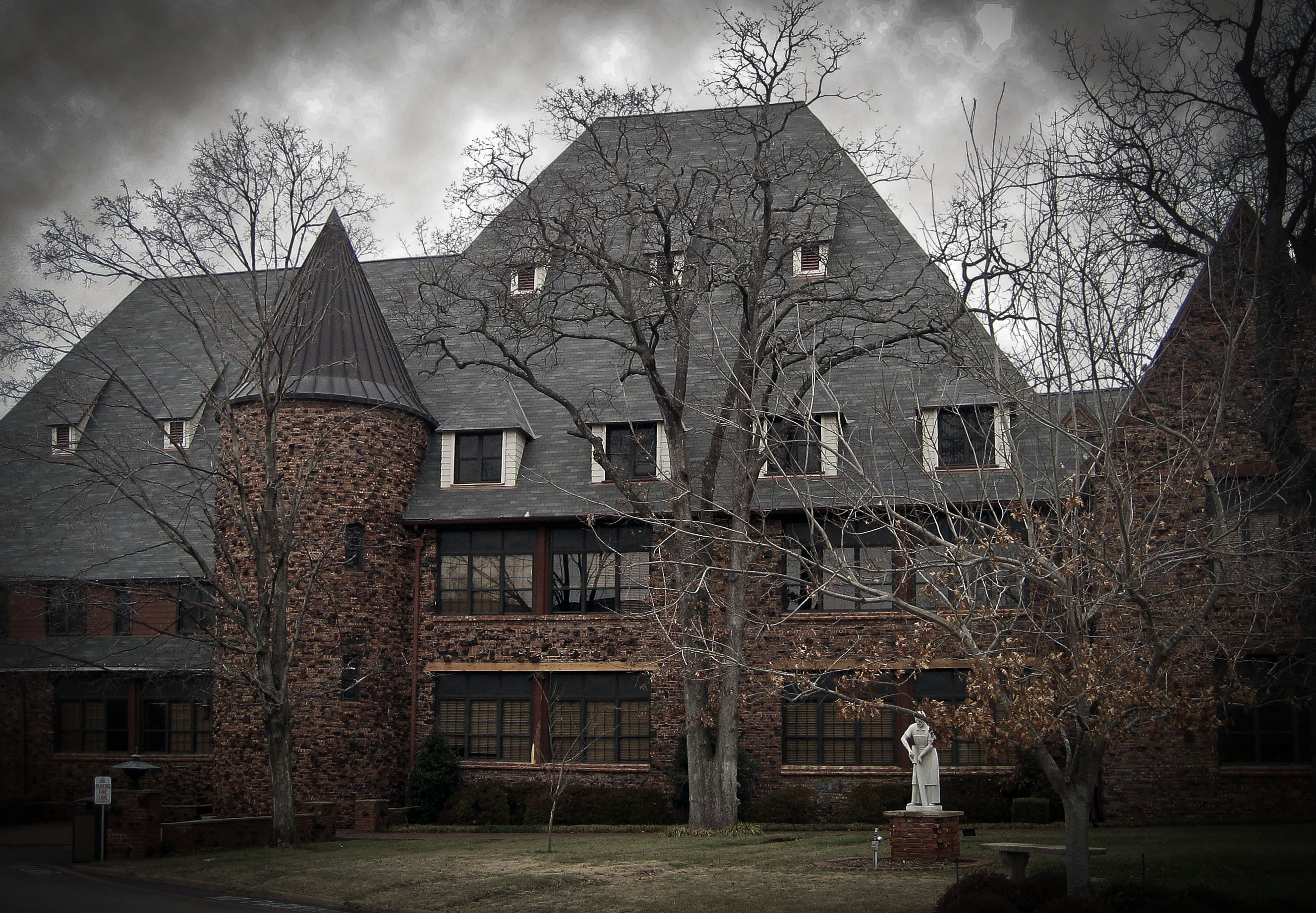
Die Cascia Hall, in den Büchern das House of Night, Tulsa, Oklahoma

Zoey Redbird lebt bei ihrer Mutter und ihrem Stiefvater in Oklahoma. Mit 16 Jahren wird sie in ihrer Schule mit den Umrissen einer saphirfarbenen Mondsichel auf der Stirn gezeichnet, wird also zum Jungvampir. In einer Welt, in der Menschen von der Existenz der Vampire wissen, soll sie fortan das „House of Night“ (ein Internat für Vampire) besuchen. Dort werden die Gezeichneten auf ihrer Entwicklung bis hin zum Vampir begleitet. Ihr streng religiöser Stiefvater und ihre Mutter, die stark unter dessen Einfluss steht, halten allerdings nichts von dem Besuch der Schule und wollen die Entwicklung zum Vampir aufhalten, was aber unmöglich ist, da gezeichnete Jungvampire entweder sterben oder sich in einen Vampir wandeln. Sie rufen Kirchenälteste zu sich nach Hause. In der Zwischenzeit flüchtet Zoey zu ihrer Großmutter. Dort erscheint ihr die Göttin Nyx, die sie als ihre „erste wahre Tochter der Nacht“ (cherokee: a-ge-hu-tsa v-hna-i Sv-no-yi) und ihre „Augen und Ohren“ bezeichnet.
Angekommen im „House of Night“ erhält sie wie jeder Vampir eine Mentorin – in ihrem Fall Neferet, Hohepriesterin der Nyx und Leiterin des Internats. Dass Zoey kein normaler Jungvampir ist, zeigt sich vor allem an ihrem Mal, das viel weiter entwickelter ist, als das normaler Jungvampire. Zu ihrem Zimmer wird Zoey von Aphrodite gebracht, die ihr sofort klarmacht, dass sie das Sagen an der Schule hat: „Damit du Bescheid weißt: Hier sag ich wo’s lang geht. Ich und niemand sonst. Wenn du klarkommen willst, vergisst du das besser nicht. Wenn doch, kannst du dich auf ’ne Menge Ärger gefasst machen.“
Am ersten Tag freundet sich Zoey schnell mit Stevie Rae, mit der sie sich ein Zimmer teilt, und deren Freundeskreis an. In der Schule kommen zu gewöhnlichen Schulfächern wie Spanisch neue Fächer wie Reiten, Fechten usw. Außerdem finden immer wieder Rituale statt, die entweder für die ganze Schule von Neferet oder im Kreise der „Töchter und Söhne der Dunkelheit“ von Aphrodite abgehalten werden. Letzteres ist eine Art Schülerverbindung, die nur die besten Schüler aufnimmt. Als potenzielles Talent wird Zoey zu den Ritualen eingeladen und trinkt dort auch zum ersten Mal unwissentlich Blut, das Vampire stärkt, sie aber nicht zum Überleben brauchen.
Nachdem Zoey erfährt, dass der Wein während der Zeremonie mit dem Blut eines Mitschülers gemischt wurde, verlässt sie das Gebäude und trifft auf eine Katze (Nala), die sie erwählt hat, und auf ihre ehemalige beste Freundin und ihren Ex-Freund, die sie aus der Schule „raushauen“ wollen. Ihr Ex-Freund Heath geht davon aus, dass sie noch zusammen sind. Nachdem er von Zoey gekratzt wurde, lässt er sie bereitwillig das Blut von der Wunde lecken. Dieser Prozess kann bei Menschen zu einer Prägung auf den jeweiligen Vampir oder Jungvampir führen. Nachdem Zoey ihn bittet zu gehen, trifft sie Erik Night, den Ex-Freund von Aphrodite. Zwischen den beiden entwickelt sich eine Romanze.
Während der Rituale bemerkt Zoey, dass sie eine Affinität zu allen fünf Elementen hat, was bisher noch nie ein Vampir oder Jungvampir hatte. Sie beschwört mit ihren Freunden einen Kreis und als beim zweiten Ritual der „Töchter und Söhne der Dunkelheit“ Aphrodite einen schweren Fehler begeht und bei der Beschwörung der Ahnen auch böse Geister beschwört, wollen diese Heath töten. Dieser hatte sich in der Zwischenzeit des Öfteren bei Zoey gemeldet und war auf der Suche nach ihr. Das wird allerdings durch Zoeys Begabung mit Hilfe ihrer vier Freunde verhindert. Darauf wird Zoey Anführerin der „Töchter und Söhne der Dunkelheit“ und Aphrodite verliert wegen ihrer Verantwortungslosigkeit ihr Amt.
Offen bleibt am Ende des Buches eine Vision von Aphrodite, deren Affinität es ist, Unglücke vorauszusehen. Die Vision steht im Zusammenhang mit den besonderen Gaben Zoeys.

## Fortsetzungen
- Gezeichnet, 2009 (OT: Marked, 2007)
- Betrogen, 2010 (OT: Betrayed, 2007)
- Erwählt, 2010 (OT: Chosen, 2008)
- Ungezähmt, 2010 (OT: Untamed, 2008)
- Gejagt, 2011 (OT: Hunted, 2009)
- Versucht, 2011 (OT: Tempted, 2009)
- Verbrannt, 2011 (OT: Burned, 2010)
- Geweckt, 2011 (OT: Awakened, 2011)
- Bestimmt, 2012 (OT: Destined, 2012)
- Verloren, 2012 (OT: Hidden, 2012)
- Entfesselt, 2013 (OT: Revealed, 2013)
- Erlöst, 2014 (OT: Redeemed, 2014)

## In der Handlung vorkommende Personen
- Zoey Redbird

Zoey ist 16 Jahre alt, wurde von einem Späher gezeichnet (Band 1) und wird zur jüngsten Hohepriesterin der Göttin Nyx. Sie ist von Nyx als die ihre gezeichnet worden, die erste wahre „U-we-tsi a-ge-hu-tsa v-hna-i Sv-no-yi“, Tochter der Nacht. In diesem Zeitalter ist sie als Augen und Ohren der Nyx bestimmt. Zoeys Geburtstag ist am 24. Dezember, was sie nervt, da alle ihren Geburtstag mit Weihnachten gleichsetzen. Zoeys Familie hat sich abgewendet, ihr Stiefvater John Heffer, auch „Stiefpenner“ genannt, ist ein Gottesfürchtiger, und seit ihre Mutter Linda ihn vor drei Jahren geheiratet hat, ist sie ihm hörig. Ihre Großmutter ist immer für sie da und ersetzt ihre Mutter. Zoey hat eine Affinität zu allen fünf Elementen, Luft, Feuer, Wasser, Erde und Geist. Zum Geist ist ihre Affinität am stärksten.
- Nyx

Angelehnt an Nyx, die antike Göttin der Nacht, hat die Göttin der Vampyre und Jungvampyre ihr eigenes Reich, das auch die Anderwelt genannt wird. Dort ist sozusagen das Paradies der Vampyre. Sie erscheint Zoey einige Male.
- Stevie Rae

Stevie Rae ist Zoeys beste Freundin und hat eine Affinität zu Erde. Sie liebt ihre Mutter, genauso wie Countrymusik und alles was damit zu tun hat.
- Neferet

Neferet ist die Hohepriesterin und Rektorin im House of Night. Sie bekam von Nyx zwei Gaben: Ihre Hauptaffinität ist eine Verbindung zu Katzen, die selbst für Vampyre außergewöhnlich ist; ihre zweite Affinität ist die Heilkraft. Zu Anfang ist sie sehr mütterlich und immer nett. Ein besonderes Merkmal sind ihre grünen mandelförmigen Augen und ihre ausgesprochene Schönheit.
- Heath Luck

Heath ist Zoeys menschlicher Freund seit der 3. Klasse. Heath versucht sie zuerst aus dem House of Night herauszuholen, doch sie kann nicht. Sie trinkt Blut von ihm und es entsteht eine Prägung.
- Aphrodite LaFont

Am Anfang ist Aphrodite die größte Feindin von Zoey und wird von den Zwillingen oft „Hexe der Hölle“ oder „Höllenschlampe“ genannt. Sie selbst nennt die Clique rund um Zoey „Streberclique“. Um Nyx Gabe wieder zu erlangen, gesellt sie sich Zoeys Bande freundlich zu und hilft ihnen. Sie hat die Gabe, Visionen von Unglücken zu bekommen.
- Sylvia Redbird

Sie ist Zoeys Großmutter und ist immer für sie da. Mit ihr versteht sie sich sogar noch besser als mit ihrer eigenen Mutter.
- Erin Bates und Shaunee Cole

Erin und Shaunee sind „Zwillinge“, trotz ihres verschiedenen Aussehens und ihrer verschiedenen Abstammung sind die zwei wie echte Zwillinge. Sie sind immer der gleichen Meinung und lieben das Shoppen. Beide sind sehr modebewusst und wissen immer über den neuesten Klatsch und Tratsch Bescheid. Erin hat eine Affinität zum Element Wasser und Shaunee zum Element Feuer. Ihre Katze ist Beelzebub.
- Damien Maslin

Damien ist ein echter Freund, er ist homosexuell. Er ist sehr intelligent. Man bezeichnet ihn auch als „wandelndes Lexikon“. Er benutzt immer wieder komische Namen für etwas, weshalb seine Freunde auch immer wieder fragen müssen was das nun den bedeute, und sein Lieblingswort ist „deplorabel“. Seine Eltern verübeln es ihm nicht, dass er zum Jungvampyr gemacht wurde, wohl aber, dass er schwul ist. Zoey und ihren Freunden macht das aber nichts aus. Seine Katze ist Cameron.
- Erik Night

Erik ist, bevor Zoey ins House of Night kommt, Aphrodites Freund. Jedoch verliebt er sich in Zoey und sie werden ein Paar.
- Linda Heffer

Linda Heffer, geborene Redbird, ist die Ehefrau von John Heffer und Zoeys Mutter.
- John Heffer („Stiefpenner“)

John Heffer ist der Ehemann von Linda Heffer und Kirchenältester. Er hat sie jedoch nur geheiratet, um den schönen Schein des Familienvaters aufrechtzuerhalten. Zoey nennt ihn immer „Stiefpenner“ und kann ihn nicht leiden. Es wird gesagt, dass er wie ein ganz normaler Mann Anfang 50 aussieht.